# 人見豊治
人見 豊治（ひとみ とよはる、1901年 - 1943年11月25日）は、日本の海軍軍人。最終階級は海軍大佐。

## 履歴
- 1901年（明治34年）- 栃木県下都賀郡瑞穂村真弓（現・栃木市大平町真弓）に生まれる[1]。
- 1919年（大正8年）3月31日 - （旧制）栃木県立栃木中学校卒業。
- 1922年（大正11年）6月1日 - 海軍兵学校（50期）卒業。
- 1923年（大正12年）9月20日 - 海軍少尉。
- 1939年（昭和14年）10月15日 - 「村雨」駆逐艦長。
- 1940年（昭和15年）11月18日 - 「白雲」駆逐艦長。
- 1942年（昭和17年）6月30日 - 「巻波」艤装員長。
- 1942年（昭和17年）8月18日 - 「巻波」駆逐艦長。
- 1943年（昭和18年）
  - 5月20日 - 兼「初春」駆逐艦長（9月10日まで）。
  - 11月25日 - セント・ジョージ岬沖海戦で米水上部隊と交戦しブーゲンビル島沖にて戦没。